# 鉄道百景 路面電車の走る街
『鉄道百景 路面電車の走る街』（てつどうひゃっけい ろめんでんしゃのはしるまち）は、BS-TBSで毎週水曜日19:00 - 19:54に放映されていた鉄道旅番組である。

## 概要
毎回、1人の文化人が旅人となって、日本各地の路面電車が運行されている街を訪れ、それぞれの視点で沿線を巡りながら名所やグルメ・人物などを紹介していく。
第11回 - 第13回では、これまでに放送した内容から旅人の映像が外された、総集編が放映された。
ナレーターは丸尾知子が担当した。

## 登場した街・旅人
|        | 放映日        | サブタイトル・路線                                                                                                  | 旅人                                   |
| ------ | ------------- | --- | -------------------------------------- |
| 第1回  | 2010年 6月9日 | 長崎 龍馬の愛した港町 （長崎電気軌道）                                                                              | 下田昌克（イラストレーター）           |
| 第2回  | 6月16日       | 富山 新旧同居する路面電車王国 （富山地方鉄道 市内電車・富山ライトレール・万葉線）                                   | 古厩智之（映画監督）                   |
| 第3回  | 6月23日       | 鹿児島 日本最南端のちんちん電車 （鹿児島市電）                                                                      | 糸崎公朗（写真家）                     |
| 第4回  | 6月30日       | 松山 明治の記憶と大衆文化 （伊予鉄道 市内線）                                                                       | 坪内祐三（作家）                       |
| 第5回  | 7月7日        | 熊本 レトロモダンな城下町 （熊本市電）                                                                              | 千住明（作曲家）                       |
| 第6回  | 7月21日       | 函館 坂と浪漫の港町 （函館市電）                                                                                    | パラダイス山元（マンボミュージシャン） |
| 第7回  | 8月4日        | 高知 よさこい カツオ 出会い旅 （土佐電気鉄道）                                                                      | 下田昌克（イラストレーター）           |
| 第8回  | 8月11日       | 広島 2つの世界遺産をめぐる旅 （広島電鉄）                                                                           | 千住明（作曲家）                       |
| 第9回  | 8月25日       | 札幌 市電沿線グルメ散歩 （札幌市電）                                                                                | マッキー牧元（タベアルキスト）         |
| 第10回 | 9月1日        | 大阪 ナニワの下町を走る“チン電” （阪堺電気軌道）                                                                    | 村田朋泰（アニメーション作家）         |
| 第11回 | 9月15日       | 完全保存版〜鹿児島 長崎 熊本篇〜 （鹿児島市電、長崎電気軌道、熊本市電）                                             | ‐                                      |
| 第12回 | 9月22日       | 完全保存版II〜広島 松山 高知篇〜 （広島電鉄、伊予鉄道 市内線、土佐電気鉄道）                                        | ‐                                      |
| 第13回 | 9月29日       | 完全保存版III〜札幌 函館 富山 大阪篇〜 （札幌市電、函館市電、富山地方鉄道、富山ライトレール、万葉線、阪堺電気軌道） | ‐                                      |

## テーマ曲
- はっぴいえんど 「風をあつめて」